# Estação Hernando de Magallanes
A Estação Hernando de Magallanes é uma das estações do Metrô de Santiago, situada em Santiago, entre a Estação Manquehue e a Estação Los Dominicos. Faz parte da Linha 1.
Foi inaugurada em 07 de janeiro de 2010. Localiza-se no cruzamento da Avenida Apoquindo com a Avenida Hernando de Magallanes. Atende a comuna de Las Condes.